# Fenyőmag (élelmiszer)

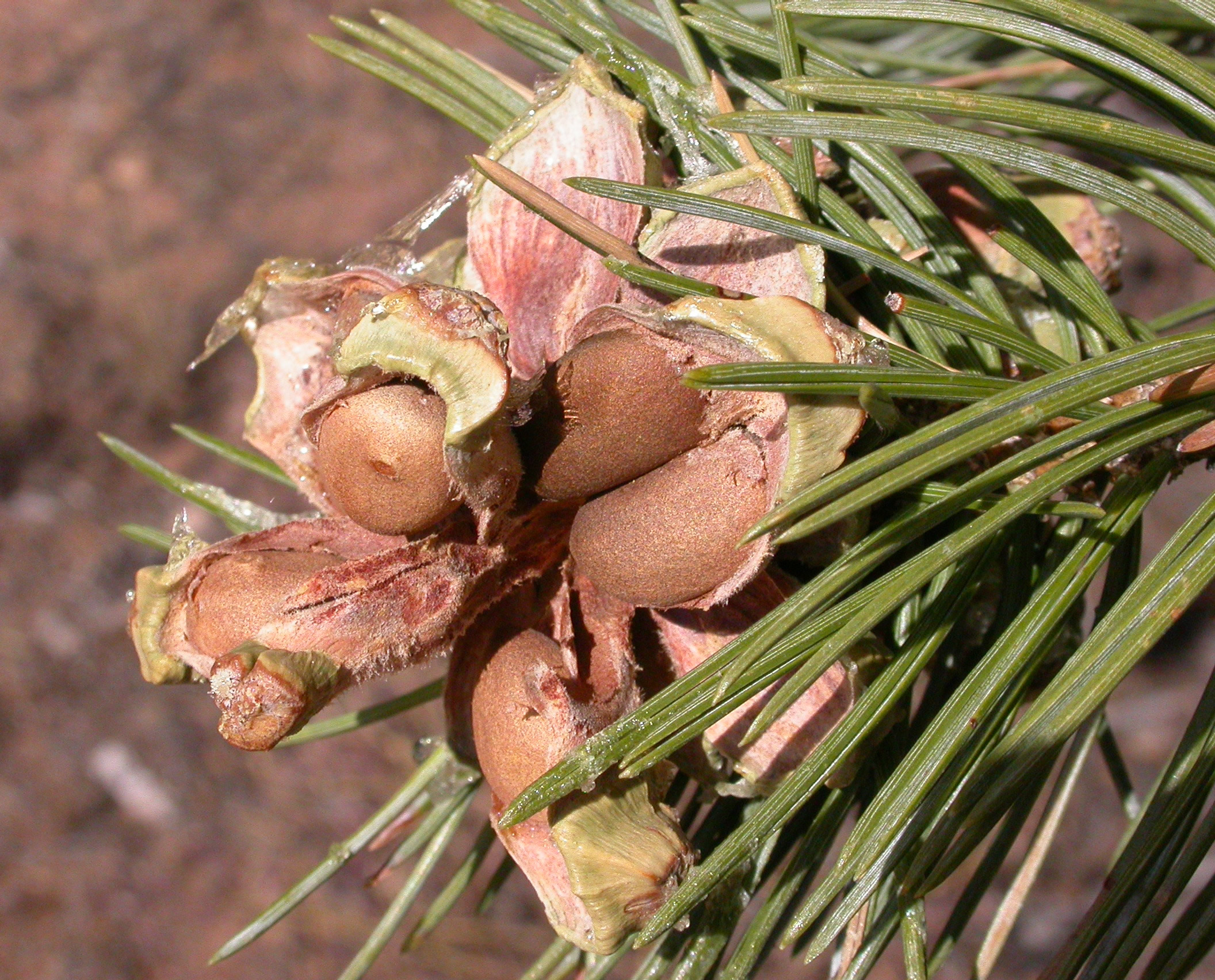
Fenyőmag a tobozában

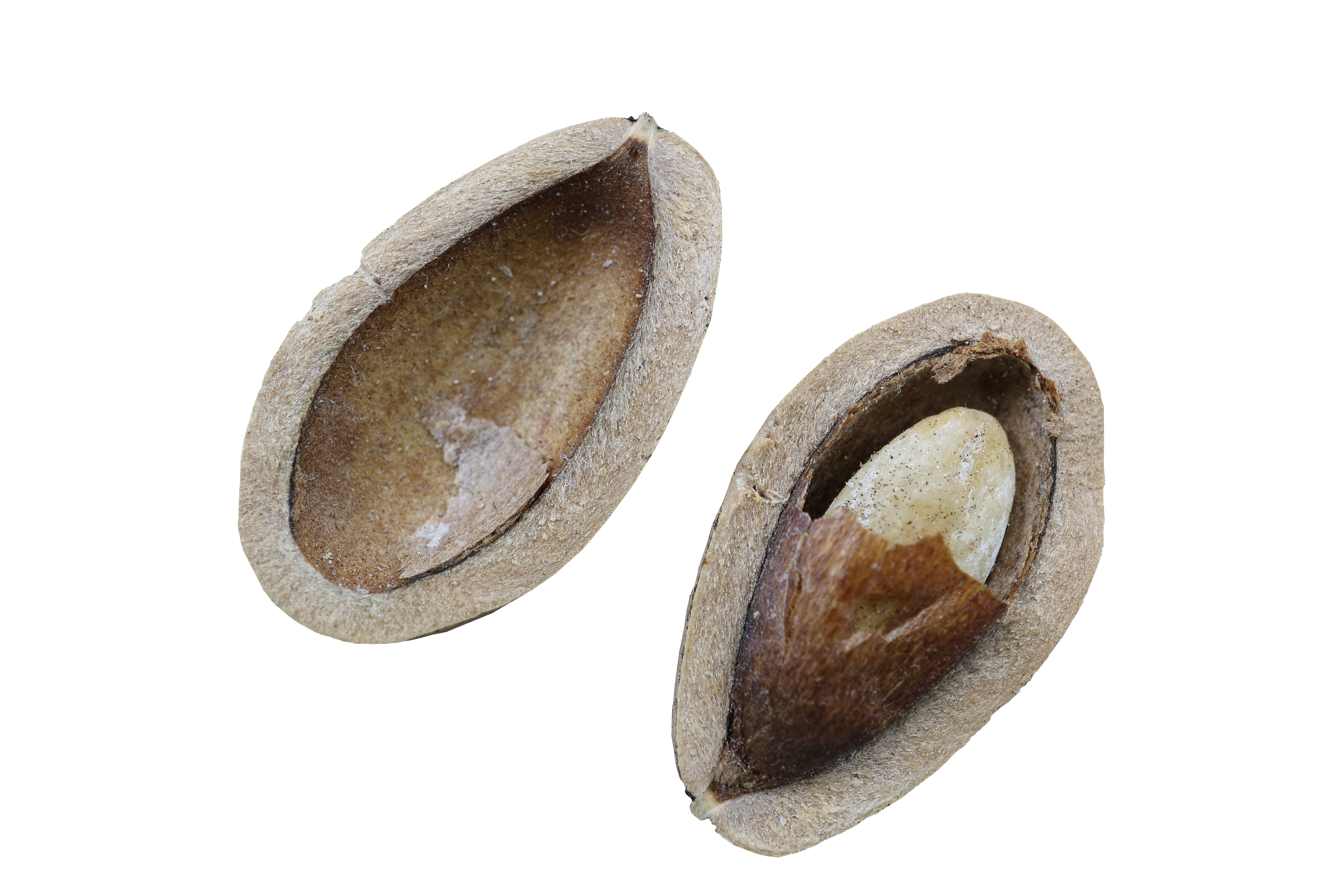

A fenyőmag a fenyőfélék ehető magja. A világon mintegy száz fenyőfaj magja ehető, de csak néhány faj magja elég nagy ahhoz, hogy érdemes legyen betakarítani. A magok fogyaszthatók nyersen, pirítva vagy őrölve. Felhasználásuk gyakori például az olasz és az ázsiai konyhában. Az olasz ételek közül fontos összetevője a fenyőmag a pesztónak, de használják salátákban és húsfélékkel is.